# Osteopelta ceticola
Osteopelta ceticola là một loài ốc biển, là động vật thân mềm chân bụng sống ở biển thuộc họ Osteopeltidae.